# Gryžuva
Gryžuva je řeka v Litvě, v Žemaitsku, v okrese Kelmė, levý přítok řeky Dubysa, do které se vlévá 91,3 km od jejího ústí do Němenu. Je to řeka pstruhového pásma. Vytéká z jezera Gauštvinis, 6 km na sever od města Tytuvėnai. Teče zpočátku směrem jižním, protéká lesem Paežerio miškas, míjí rybníček Tytuvėnėlių tvenkinys (na levém břehu; až do tohoto místa se někdy nazývá také Kastinė, tj. lidmi prokopaná, od Gauštvinisu až sem je tok pomalý) u kterého se stáčí směrem jihozápadním, protéká rybníkem Pagryžuvio tvenkinys, za kterým začíná meandrovat, tok je podstatně prudší, břehy vysoké až 10 m, průměrný spád v tomto úseku 415 cm/km, s výchozy, vývraty a bobřími hrázemi (až do soutoku s Dubysou) a pokračuje směrem západním, protéká jižním okrajem obce Pagryžuvys a až do soutoku s Dubysou pokračuje v celkovém směru západním. Průměrný spád do Pagryžuvysu je 230 cm/km, šířka koryta 5 – 7 m.